# University of Wales
Velšská univerzita (velšsky Prifysgol Cymru, anglicky University of Wales) je konfederační univerzita založená roku 1893. Tato univerzita má akreditované instituce po celém Walesu, jako například Newportskou univerzitu, Univerzity v Cardiffu a Glyndŵru, Lampeter – nejstarší univerzitu ve Walesu, a další zařízení z 19. století jako je Aberystwyth a Bangor. Univerzita též pořádá kurzy v zahraničí a má přes 100 000 studentů.
Univerzitním kancléřem je princ z Walesu (Charles Philip Arthur George) a pro-kancléřem je velšský arcibiskup (Barry Morgan). Vicekancléřem je profesor Marc Clement.

## Historie
Velšská univerzita byla založena v roce 1893 jako federální univerzita se třemi zakládajícími školami: University College Wales (Velšská Univerzitní Škola nyní známá jako Aberystwyth University – Aberystwythská univerzita), která byla založena v roce 1872, University College North Wales (Univerzitní Škola Severního Walesu dnes známá jako Bangor University – Bangorská Univerzita) a University College South Wales and Monmouthshire (Univerzitní Škola Jižního Walesu a Monmouthshiru, která se dnes jmenuje Cardiff University – Cardiffská Univerzita), která byla založena v roce 1881. Před založením federální University, tyto tři vysoké školy připravovaly studenty na zkoušky z University of London (Londýnské univerzity). Čtvrtá vysoká škola, Swansea (nyní Swansea University), byla přidána v roce 1920 a v roce 1931 byla přidána Welsh School of Medicine (Velšská lékařská škola) se sídlem v Cardiffu. V roce 1967 přistoupily další dvě školy: Welsh College of Advanced Technology (Velšská škola Pokročilé Technologie) a University of Wales Institute of Science and Technology – UWIST (Velšský Univerzitní Institut Vědy a Techniky), obě též se sídlem v Cardiffu. V roce 1971 St David's College (Univerzita Svatého Davida nyní známá jako Velšská Univerzita, Trojice svatého Davida), Velšská nejstarší instituce udělující tituly, omezila svou vlastní přidělující moc a přistoupila k Velšské Univerzitě. Finanční krize v pozdních 80. letech způsobila spojení dvou univerzit. UWIST A Cardiffská Univerzitní škola se roku 1988 spojily pod novým jménem – University of Wales College Cardiff – UWCC. V roce 1992 Univerzita ztratila svou výsadní pozici když se Polytechnic od Wales stala Glamorganskou Univerzitou (University od Glamorgan).
Univerzita byla složena z vysokých škol do roku 1996, kdy byla univerzita reorganizována do dvoustupňové struktury členských institucí s cílem absorbovat Cardiffský institut vysokoškolského vzdělání a Gwentskou školu Vyššího vzdělání.Existující školy se staly institucemi a tyto dvě nové univerzity se staly univerzitními školami. V roce 2003 se i tyto školy staly institucemi a v roce 2004 UWCN získalo svolení k přejmenování na University od Wales, Newport (Velšská Univerzita, Newport).
1. října 2004 se spojila Cardiffská univerzita s Velšskou Lékařskou univerzitou. Takto nově vzniklá univerzita ztratila status instituce a zařadila se do nové kategorie "dceřiné/související instituce". Zatímco tato nová instituce nadále udělovala Velšské univerzitní tituly z medicíny a s tím spojenými obory, studenti, kteří se přihlásili ke Cardiffské univerzitě k jiným oborům v roce 2005 a později byli oceňování Cardiffskými univerzitními tituly.
Současně univerzita připustila čtyři nové instituce. A tak North East Wales Institute of Higher Education (NEWI), Swansea Institute of Higher Education and Trinity College, Carmarthen (kteří byli dříve přidruženou institucí) spolu s Royal Welsh College of Music & Drama (která byla dříve schválená instituce) byly uznány jako plnohodnotní členové v červnu 2004.
The Royal Welsh College of Music & Drama následně univerzitu opustila v lednu 2007. V roce 2007 pak následovaly další změny, kdy byla struktura Velšské Univerzity změněna z federační struktury na konfederaci nezávislých institucí.
V listopadu 2008, Aberystwyth, Bangor a Swansea univerzity se rozhodly uplatnit své právo na registraci studentů ke studiu pro jejich vlastní (univerzitní) udělované tituly.